# Keturi vėjai
Keturi vėjai (Vier Winde) war eine litauische Literaturzeitschrift, die in den Jahren 1924 bis 1928 in Kaunas erschien. Sie veröffentlichte Texte von jungen Autoren, die vom Futurismus und Expressionismus beeinflusst waren, wie z. B. Kazys Binkis.